# Berlin Thunder

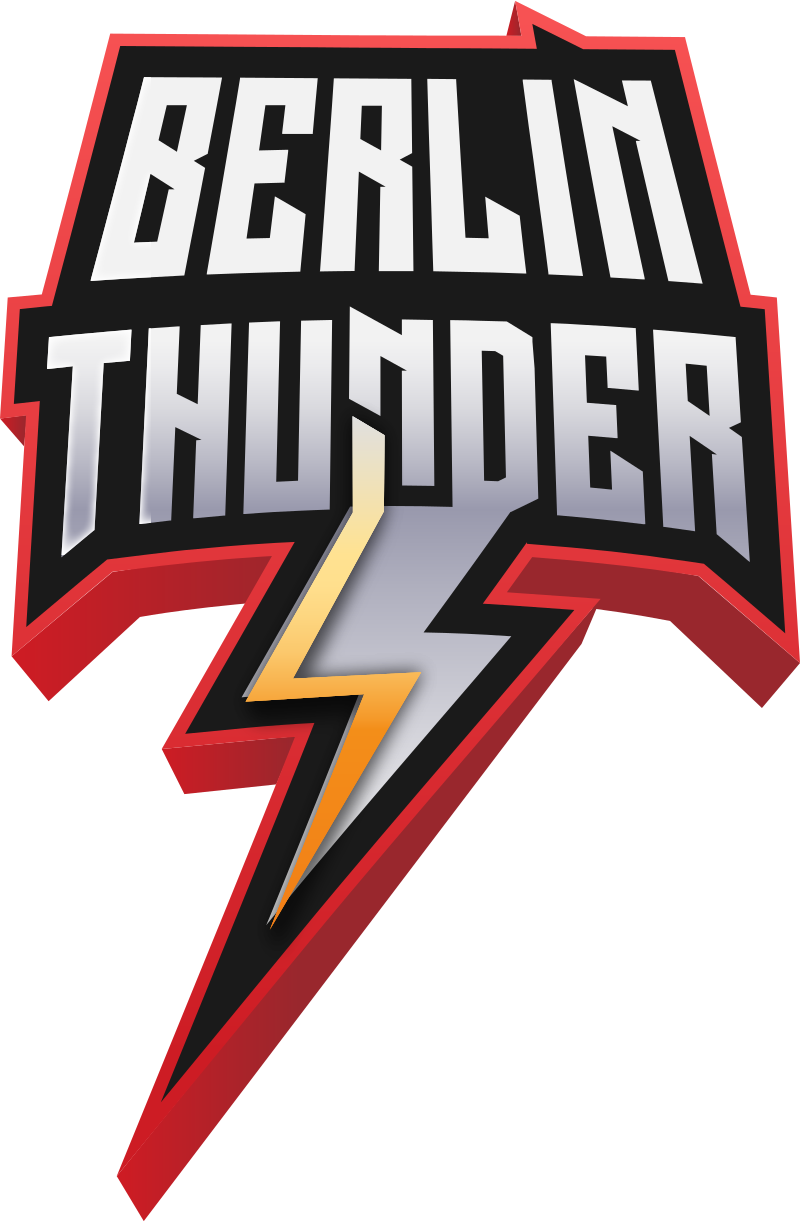
Logo

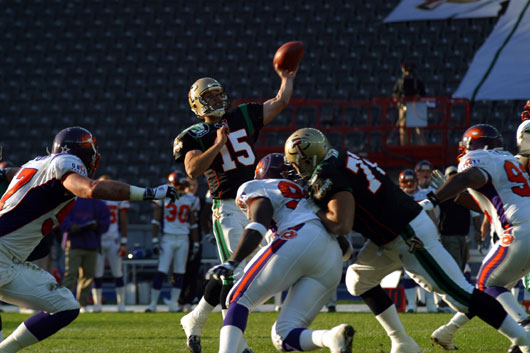
Zápas týmu Berlin Thunder proti Frankfurt Galaxy

Berlin Thunder je německý tým amerického fotbalu,sídlící v Berlíně. Tento tým působí od roku 2021 v soutěži European League of Football.